# Phát súng (phim, 1966)
Phát súng (tiếng Nga: Выстрел) là một bộ phim tâm lý của đạo diễn Naum Trakhtenberg, ra mắt năm 1967.
Truyện phim dựa theo truyện ngắn cùng tên của A.S.Pushkin.

## Diễn viên
- Mikhail Kozakov... Silvio
- Yury Yakovlev... Bá tước
- Ariadna Shengelaya... Masha
- Oleg Tabakov... Ivan Petrovich Belkin
- Valery Babyatinsky... Chuẩn úy
- Vladlen Davydov... Đại tá
- Boris Novikov... Kuzka
- Lev Polyakov... Thị trưởng
- Tatyana Konyukhova
- Vladimir Prokofyev
- E.Kikina
- Valentina Berezutskaya
- Viktor Volodin
- Varvara Popova... Kirillovna
- Valerian Kvachadze
- German Yushko

## Ê-kíp
- Thiết kế sản xuất: Irina Shreter
- Âm thanh: Arnold Shargorodsky
- Phục trang: Ye.Mikhanovskaya